# Acorralada (telenovela)
Mi vida eres tú Amor comprado
Acorralada est le nom d'une telenovela produite par Venevision Internacional en 2007, écrite par Alberto Gómez. Les protagonistes principaux sont Alejandra Lazcano et David Zepeda, avec la participation en tant qu'antagonistes de Maritza Rodríguez, Frances Ondiviela et Jorge Luis Pila.
Sa diffusion a commencé au Venezuela le 10 décembre 2008 à 23 heures et s'est terminé le 25 juillet 2009 après sept mois de transmission.

## Synopsis
Fedora Garcés est une femme qui était comblée : un époux qui l'aimait, deux petites filles et une fabrique de parfums avec laquelle elle et sa famille menaient une vie confortable, mais une femme ambitieuse appelée Octavia Alarcón, par pure jalousie, lui a arraché tout ce qu'elle possédait. Le mari d'Octavia a assassiné le mari de Fedora et ils se sont arrangés pour que Fedora apparaisse comme la coupable de cet assassinat. Ils lui ont pris sa fabrique de parfums, sa fortune et ses filles pendant que Fedora est incarcérée en prison pour cet assassinat qu'elle n'a pas commis. Les filles de Fedora sont confiées à une femme qui les fait passer pour ses nièces en leur attribuant les prénoms de Diana et Gaby. Octavia et sa famille, les Irazabal, se transforment en une famille riche et influente grâce à ce qu'Octavia a volé à Fedora.

## Distribution
- Alejandra Lazcano : Diana Soriano
- David Zepeda : Maximiliano Irazábal Alarcón
- Maritza Rodríguez : Marfil Mondragón de Irázabal / Deborah Mondragón de Dávila
- Sonya Smith : Fedora Garcés « La Gaviota »
- Frances Ondiviela : Octavia Alarcón Vda de Irázabal
- William Levy : Larry Irazábal Alarcón
- Mariana Torres : Gabriela Soriano, dite Gaby
- Jorge Luis Pila : Diego Suárez
- Elizabeth Gutiérrez : Paola Irazábal Alarcón
- Roberto Mateos : Francisco Vázquez, dit Paco
- Ofelia Cano : Yolanda Alarcón
- Virna Flores : Camila Linares
- Yul Bürkle : Andrés Dávila
- Alicia Plaza : Bruna Pérez
- Maritza Bustamante : Caramelo Vázquez
- Orlando Fundichely : Ignacio Montiel
- Julián Gil : Francisco Suárez, dit Pancholón
- Paulo César Quevedo : René Romero
- Alex Alonso : Víctor Bracho
- Gretel Trujillo : Isabel
- Nelida Ponce : Miguelina Soriano
- Bernie Paz : Rodrigo Santana
- Eduardo Linares : Francisco Irazábal
- Valentina Bove : Sharon Santana
- Raúl Olivo : Emilio
- Juan Vidal : Kike
- Diana Osorio : Pilar Álamo
- Mariana Huerdo : Silvita
- Sebastián Ligarde
- Mardi Monge : Virginia
- Julio Capote : Lorenzo
- Kothan : Gerardo
- Andrés Mistage : Jorge
- Griselda Noguera : Lala Suárez
- Claudia Reyes : Fiona Valente
- Sandra García : Samantha
- Liannet Borrego : Nancy Suárez
- Gonzalo Vivanco : Eduardo
- Mirta Renée : Marcela